# Дървесни патици
Дървесните патици (Dendrocygna) са род птици от семейство Патицови (Anatidae).

## Класификация
Подсемейство Дървесни патици
- Род Дървесни патици
  - Западноиндийска патица свирачка (Dendrocygna arborea) (Linnaeus, 1758)
  - Dendrocygna arcuata (Horsfield, 1824)
  - Чернокорема дървесна патица (Dendrocygna autumnalis) (Linnaeus, 1758)
  - Ръждива свиреща патица (Dendrocygna bicolor) (Vieillot, 1816)
  - Dendrocygna eytoni (Eyton, 1838)
  - Dendrocygna guttata Schlegel, 1866
  - Индийска свиреща патица (Dendrocygna javanica) (Horsfield, 1821)
  - Белолицева патица свирачка (Dendrocygna viduata) (Linnaeus, 1766)